# Max Schultze
Max Johann Sigismund Schultze (Friburgo in Brisgovia, 25 marzo 1825 – Bonn, 16 gennaio 1874) è stato un anatomista, microbiologo e zoologo tedesco.

## Biografia
Era il fratello maggiore dell'ostetrico Bernhard Sigmund Schultze (1827-1919). Studiò medicina con il naturalista Johannes Peter Müller a Greifswald e Berlino, fu nominato professore associato di anatomia ad Halle nel 1854. Cinque anni dopo divenne professore ordinario di anatomia e di istologia e direttore dell'Istituto Anatomico presso l'Università di Bonn. Morì a Bonn il 16 gennaio, 1874; il suo successore presso l'istituto anatomico fu Adolph von La Valette-St. George.

## Opere
- Beiträge zur Naturgeschichte der Turbellarien (1851).
- Uber den Organismus der Polythalamien (1854).
- Beiträge zur Kenntnis der Landplanarien (1857).
- Zur Kenntnis der elektrischen Organe der Fische (1858).
- Ein heizbarer Objecttisch und seine Verwendung bei Untersuchungen des Blutes,[3] (1865).[4]
- Zur Anatomie und Physiologie der Retina (1866).